# マイケル・ドハティ
マイケル・ドハティ（Michael Dougherty, 1974年10月28日 -）は、アメリカ合衆国の映画監督、脚本家、映画プロデューサー、漫画原作者。
2003年に製作されたブライアン・シンガー監督の映画『X-MEN2』や『スーパーマン リターンズ』（2006）、カルトホラー映画『ブライアン・シンガーの トリック・オア・トリート』（2007）の脚本を手掛けた他、クリスマス・ホラーコメディ『クランプス 魔物の儀式』（2015）の監督・脚本・製作、『ゴジラ キング・オブ・モンスターズ』（2019）の監督・脚本を手掛けている。

## 生い立ち
母親はベトナム人。オハイオ州コロンバスで生まれ育ち、 ニューヨーク大学モーリス・カンバー・映画テレビ研究所のティッシュ芸術学校で学ぶ。ここで1996年に『Season's Greetings』を制作。 

## キャリア
監督デビュー作である『ブライアン・シンガーの トリック・オア・トリート』は自身の脚本が元になっており、ブライアン・シンガーによって制作された。同作はいくつかの映画祭で上映された後、2009年10月6日に米国やカナダでDVDがリリースされた。 
2014年12月にはホラー映画『クランプス 魔物の儀式』の制作を開始。本作は2015年12月に公開された。 
2016年のブライアン・シンガー監督作品『X-MEN:アポカリプス』ではブライアン・シンガーやダン・ハリス、サイモン・キンバーグと共にストーリー原案を手掛けた。
2016年10月、『ゴジラ キング・オブ・モンスターズ』の脚本をザック・シールズと共に執筆することが発表された。その翌日には『ゴジラ・キング・オブ・モンスターズ』の監督を行う交渉が行われていることも報じられ、2017年1月にドハティが同作の監督を務めることが正式に発表された。 
イラストレーション作品の制作も行っており、公式ウェブサイトでいくつかの作品が公開されている。

## フィルモグラフィ
- X-MEN2 X2（2003年、サターン賞脚本賞ノミネート） - 脚本
- ルール　封印された都市伝説 Urban Legends: Bloody Mary（2005年）- 脚本
- スーパーマン リターンズ Superman Returns（2006年、サターン脚本賞受賞） - 原案・脚本
- ブライアン・シンガーの トリック・オア・トリート Trick 'r Treat（2007年、Toronto After Dark Film Festival・Silver Audience Award受賞、Screamfest Horror Film Festival・Audience Choice Award受賞） - 監督・脚本・製作総指揮
- Trick 'r Treat: Making Friends（2010年、ショートフィルム） - 監督・脚本・製作総指揮
- クランプス 魔物の儀式 Krampus（2015年） - 監督・脚本・製作
- X-MEN:アポカリプス X-Men: Apocalypse（2016年） - 原案
- ゴジラ キング・オブ・モンスターズ Godzilla: King of the Monsters（2019年） - 監督・原案・脚本
- ゴジラvsコング Godzilla vs. Kong（2021年）- 原案

## 漫画
ブライアン・シンガーやDan Harrisとともに、映画『スーパーマン リターンズ』の前日譚を描くコミック4作にプロットを提供している。これらは2006年6月にDCコミックスによって出版され、映画『スーパーマンII』と『スーパーマン リターンズ』を繋ぐ作品となった。 
- Superman Returns: Krypton to Earth

4作のうち最初の作品で、スーパーマンの起源や、スーパーマン不在の世界がどのように変わったかを描く。
- Superman Returns: Ma Keny

ブライアン・シンガーによって考案され、カール・ケルシュルによって描かれた2番目の作品。スーパーマンを育てた女性、マーサ・ケント（Ma Keny）の人生にスポットライトを当て、そして彼女がどのようにスーパーマン不在の世界で生き残ったかを探る。
- Superman Returns: Lex Luthor

スーパーマンの宿敵レックス・ルーサーはいつもスーパーマンのいない世界を夢見ていた。 彼が何年も待ち望んでいた世界が実現したとき、彼はどうしたのかを描く。
- Superman Returns: Lois Lane

ロイス・レインは最愛のスーパーマンを失った。この勇敢な記者が、その悲しみから抜け出すまでを描く。
2015年、Todd Casey、Zach Shields、Marc Andeykoとともにブライアン・シンガーの トリック・オア・トリートに繋がるコミック作品となる「Trick' r Treat：Days of the Dead」を制作した。この作品は4つの短編で構成されており、古代アイルランドの休日のルーツをさかのぼる、さまざまなキャラクターや文化を描いている。 
2015年後半、Todd Casey、Zach Shields、Laura ShieldsとともにKrampusと繋がる作品となる「Krampus: Shadows of Saint Nicholas」を制作した。この作品はKrampusの神話を広げる3つの物語で構成されている。 